# إيلاف (جريدة)
صحيفة إيلاف الإلكترونية موقع إخباري تأسس في 21 مايو 2001 عن طريق الصحفي السعودي عثمان العمير رئيس تحرير جريدة الشرق الأوسط السعودية سابقًا.
تتبنى قراءتها وجهة نظر ليبرالية لأخبار العالم في مجالات السياسة والاقتصاد والفن والرياضة وغيرها من المجالات باللغة العربية، ويحتوي الموقع على أقسام مختلفة تقوم برصد أخبار العالم والوطن العربي السياسية والرياضية والاجتماعية والفنية. تنشر الصحيفة أيضًا الكثير من المقالات المترجمة على موقعها. يكتب فيها عدد من الصحفيين العرب والأجانب مقالات تنشر دوريا. أطلقت إيلاف موقع «إيلاف المغرب» في 4 أكتوبر 2016.

## وصلات خارجية
- موقع صحيفة إيلاف الإلكترونية